# Bradić
Bradić (Servisch cyrillisch Брадић) is een plaats in de Servische gemeente Loznica. De plaats telt 841 inwoners (2002).